# Zákon stálých poměrů slučovacích
Zákon stálých poměrů slučovacích je chemický zákon, který říká, že:
hmotnostní poměr prvků nebo součástí dané sloučeniny je vždy stejný a nezávisí na způsobu přípravy sloučeniny.
Formulace tohoto zákona je připisována Daltonovi a Proustovi.
Tento zákon bylo možné objasnit pouze na základě atomové teorie stavby látky, podle které je hmotnost prvku úměrná počtu atomů, které jsou stavebními částicemi látky.